# تيد رايمي
تيد رايمي (بالإنجليزية: Ted Raimi) (14 ديسمبر 1965 في ميشيغان) هو ممثل ومؤلف سينمائي أمريكي.
لديه أخوين أكبر منه هما المخرج سام رايمي والمؤلف السينمائي إفان رايمي. وأيضا أخت أخرى وهي المحامية أندريا رايمي روبين. أخوه الكبير ساندر توفي في حادث سباحة في إسرائيل عام 1968 عن عمر الخامسة عشر.

## حياته وعمله
درس تيد رايمي في كل من جامعة ميشيغان، وجامعة نيويورك، وجامعة ديترويت.

## روابط خارجية
- تيد رايمي على موقع IMDb (الإنجليزية)
- تيد رايمي على موقع روتن توميتوز (الإنجليزية)
- تيد رايمي على موقع ألو سيني (الفرنسية)
- تيد رايمي على موقع ميوزك برينز (الإنجليزية)
- تيد رايمي على موقع أول موفي (الإنجليزية)
- تيد رايمي على موقع قاعدة بيانات الأفلام السويدية (السويدية)
- تيد رايمي على موقع إن إن دي بي (الإنجليزية)
- تيد رايمي على موقع ديسكوغز (الإنجليزية)
- تيد رايمي على موقع قاعدة بيانات الفيلم (الإنجليزية)
- تيد رايمي على موقع كينوبويسك (الروسية)